# Luciano Acocella
Luciano Acocella, né à Rome, est un chef d'orchestre italien.

## Biographie
Il se forme au Conservatoire Sainte-Cécile de Rome puis à l'Académie royale danoise de musique.
Luciano Acocella est directeur musical de l'Orchestre de l'Opéra de Rouen à partir de 2011. En février 2014, il annonce son départ le 14 septembre. Il est remplacé par Leo Hussain (en).
En 2019, il dirige son épouse, la soprano italienne Patrizia Ciofi, dans la Norma de Bellini donnée en version de concert à Moscou.
En 2021, il dirige, au festival Rossini in Wilbad, l'exhumation du Philtre d'Auber, sur un livret d'Eugène Scribe, opéra qui a inspiré l'Elisir d'Amore à Donizetti.